# Correzione K
Con correzione K s'intende una correzione applicata alla magnitudine (o in modo equivalente, sul flusso) di oggetti astronomici, che permette che una misurazione di una quantità di luce da un oggetto con un redshift z possa essere convertita in una misura equivalente nel sistema a riposo (rest frame) dell'oggetto. Se si misurasse tutta la luce di un oggetto in tutte le lunghezze d'onda (flusso bolometrico) non sarebbe richiesta alcuna correzione K. Lo stesso vale qualora si misuri la luce emessa in una sola linea di emissione. La necessità della correzione K sorge poiché la misurazione astronomica per mezzo di un singolo filtro o una singola banda passante vede solo una frazione dello spettro totale, il quale è affetto da redshift nel riferimento dell'osservatore. Così, se si vogliono confrontare le misurazioni attraverso un filtro rosso di oggetti a differenti redshift, l'osservatore dovrà applicare una stima delle correzioni K a queste misurazioni per poterle confrontare.
La natura esatta del calcolo che deve essere applicato per compiere una correzione K dipende dal tipo di filtro usato per l'osservazione e dalla forma dello spettro dell'oggetto.
Il termine "correzione K" fu coniato da Edwin Hubble, che arbitrariamente scelse {\displaystyle K} per rappresentare il fattore di riduzione in magnitudine dovuto a questo effetto.